# ژوآو سالاویزا
ژوآو سالاویزا (پرتغالی: João Salaviza؛ زادهٔ ۱۹ فوریهٔ ۱۹۸۴) کارگردان فیلم، هنرپیشه اهل پرتغال است.

## فیلمشناسی
- آرنا
- مرده و دیگران